# قواع تبتي
القُوَاعُ التَّبْتِيُّ أو قُوَاعُ التَّبْتِ (الاسم العلمي: Lepus tibetanus) هو نوع يتبع جنس القواع الموجودة في آسيا الوسطى وشمال غرب الصين وشبه القارة الهندية الغربية. لا يُعرف سوى القليل عن هذا النوع إلا أنه يسكن الأراضي العشبية والمناطق الصحراوية وشبه الصحراوية. قَيَّمَ الاتحاد الدولي لحفظ الطبيعة حالة حفظها على أنها نوع غير مهدد.

## الوصف
القواع التبتي نوع خفيف البناء برأس صغير. ينمو طول الرأس والجسم بين 400 و 480 مليمتر (16 و 19 بوصة) مع ذيل من 87 إلى 109 مليمتر (3.4 إلى 4.3 بوصة). الأجزاء العلوية رملية - صفراء إلى بنية باهتة مصقولة بالأسود، ومنطقة الورك رمادية والأجزاء السفلية بيضاء مائلة للصفرة. العين محاطة بمنطقة من الجلد الشاحب والأذنان عريضتان ومبطنتان بشعر معنق من الداخل وممزوج باللون الأسود. الأرجل الأمامية بيضاء وكذلك الأسطح الخارجية للرجلين الخلفيتين. يحتوي الجانب العلوي من الذيل على شريط أسود بني. خلال فصل الشتاء يصبح المعطف أكثر سمكًا ولونه رمادي رملي.

## الانتشار
موطن القواع التبتي هو آسيا الوسطى ويمتد مداها من أفغانستان وشمال باكستان إلى منغوليا، سنجان، قانسو ومنغوليا الداخلية في شمال الصين. توجد على ارتفاعات تصل إلى 3,500 أو 4,000 متر (11,500 أو  13,100 قدم) في المناطق القاحلة وشبه القاحلة والصحراء المتناثرة والأراضي العشبية والسهوب.

## علم البيئة
القواع التبتي من الحيوانات العاشبة. يشمل نظامها الغذائي الجذور وأوراق الشجر والسيقان والتوت والبذور. يتغذى بشكل أساسي عند الغسق ولكنه يظهر أحيانًا خلال النهار. مثل الأرانب الأخرى، فهي لا تحفر لنفسها جحرًا ولكنها تكمن مخبأة في منخفض ضحل. لدى الإناث ما يصل إلى ثلاثة ولادات في السنة وعادة ما يكون من ثلاثة إلى عشرة صغار في كل مرة.

## حالة الحفظ
يمتلك القواع التبتي نطاقًا واسعًا ولكن حجم أفراده واتجاههم غير معروفين. قَيَّمَ الاتحاد الدولي لحفظ الطبيعة حالة حفظه على أنه نوع غير مهدد على أساس أنه لا توجد تهديدات معينة معترف بها، وإذا كان عدد السكان يتقلص فمن المحتمل أن يقوم بذلك بمعدل بطيء للغاية بحيث لا يمكن تأهيله. لفئة أكثر عرضة للتهديد.

## طالع أيضًا
- أرنب
- قواع أوروبي
- قواع صحراوي
- قواع القطب الشمالي
- أرنبيات الشكل
- أرنبوس أسود الذيل